# Medon (Archon)
Medon (altgriechisch Μέδων Médōn) ist in der griechischen Mythologie der älteste Sohn des Kodros, des Königs von Attika. Als sein Vater gestorben war, wollte sein Bruder Neileos ihm den Thron streitig machen. Als Argument seines Anspruchs führte er an, dass ein Behinderter (Medon war lahm) nicht König werden solle. Man schickte daraufhin eine Anfrage nach Delphi. Das Orakel entschied, dass Medon Herrscher werden sollte. Neileos wurde nach Ionien geschickt, um dort eine Kolonie zu gründen.
Die Eupatriden nutzten den Thronstreit zur Aufhebung der Monarchie – so wurde Medon nicht König, sondern der erste Archon auf Lebenszeit.
Sein Sohn Akastos wurde nach ihm zweiter Archon auf Lebenszeit.